# Suzanne (песня Леонарда Коэна)
«Suzanne» — песня Леонарда Коэна.
В 2014 году британский музыкальный журнал New Musical Express поместил песню «Suzanne» в исполнении Леонарда Коэна на 303-е место своего списка «500 величайших песен всех времён».
Кроме того, песня «Suzanne», опять же в его собственном исполнении, входит в составленный Залом славы рок-н-ролла список 500 Songs That Shaped Rock and Roll.

## Кавер-версии
Песня перепевалась такими исполнителями как Нина Симон, Pearls Before Swine, Bridget St.John, Джуди Коллинз.